# Speedy Gonzales (filme)
Speedy Gonzales é um filme de animação em curta-metragem estadunidense de 1955 dirigido e escrito por Friz Freleng e Warren Foster. Venceu o Oscar de melhor curta-metragem de animação na edição de 1956.